# Sebastiaan van der Werff
Sebastiaan van der Werff (Den Helder, 16 februari 1986) is een Nederlands-Zwitsers voormalig voetballer die doorgaans als verdediger speelde.

## Carrière
Van der Werff speelde in de jeugd van FC St. Gallen, waar hij in het seizoen 2005/06 in het tweede elftal speelde. In 2006 vertrok hij naar Brühl St. Gallen, waar hij tien jaar speelde. In het seizoen 2011/12 speelde hij met Brühl in de Challenge League, het tweede niveau van Zwitserland. Brühl eindigde 20e, en degradeerde weer naar de Promotion League. Vanaf 2016 speelt hij bij FC Gossau. Medio 2021 beëindigde hij zijn sportloopbaan.
Naast het voetbal studeerde hij rechten aan de Universiteit van St. Gallen en is werkzaam als advocaat en kandidaats-notaris. Sebastiaan van der Werff is een broer van profvoetballer Jasper van der Werff.

### Statistieken
| Seizoen                   | Club               | Land           | Competitie       | Competitie | Competitie | Beker | Beker | Overig | Overig | Totaal | Totaal |
| Seizoen                   | Club               | Land           | Competitie       | Wed.       | Dlp.       | Wed.  | Dlp.  | Wed.   | Dlp.   | Wed.   | Dlp.   |
| ------------------------- | ------------------ | -------------- | ---------------- | ---------- | ---------- | ----- | ----- | ------ | ------ | ------ | ------ |
| 2005/06                   | → FC St. Gallen II | Zwitserland    | 1. Liga          | 7          | 0          | –     | –     | –      | –      | 7      | 0      |
| 2006/07                   | Brühl St. Gallen   | Zwitserland    | 2. Liga          | ?          | ?          | ?     | ?     | ?      | ?      | ?      | ?      |
| 2007/08                   | Brühl St. Gallen   | Zwitserland    | 2. Liga          | ?          | ?          | ?     | ?     | ?      | ?      | ?      | ?      |
| 2008/09                   | Brühl St. Gallen   | Zwitserland    | 2. Liga          | ?          | ?          | ?     | ?     | ?      | ?      | ?      | ?      |
| 2009/10                   | Brühl St. Gallen   | Zwitserland    | 2. Liga          | ?          | ?          | ?     | ?     | ?      | ?      | ?      | ?      |
| 2010/11                   | Brühl St. Gallen   | Zwitserland    | 1. Liga          | 29         | 0          | 2     | 0     | 4      | 0      | 35     | 0      |
| 2011/12                   | Brühl St. Gallen   | Zwitserland    | Challenge League | 21         | 1          | 1     | 0     | –      | –      | 22     | 1      |
| 2012/13                   | Brühl St. Gallen   | Zwitserland    | Promotion League | 12         | 0          | 1     | 0     | –      | –      | 13     | 0      |
| 2013/14                   | Brühl St. Gallen   | Zwitserland    | Promotion League | 10         | 0          | 3     | 0     | –      | –      | 13     | 0      |
| 2014/15                   | Brühl St. Gallen   | Zwitserland    | Promotion League | 18         | 0          | 1     | 0     | –      | –      | 19     | 0      |
| 2015/16                   | Brühl St. Gallen   | Zwitserland    | Promotion League | 17         | 0          | 2     | 0     | –      | –      | 19     | 0      |
| 2016/17                   | FC Gossau          | Zwitserland    | 1. Liga          | 23         | 0          | 1     | 0     | 4      | 1      | 28     | 1      |
| 2017/18                   | FC Gossau          | Zwitserland    | 1. Liga          | 21         | 0          | 1     | 0     | –      | –      | 22     | 0      |
| Carrièretotaal            | Carrièretotaal     | Carrièretotaal | Carrièretotaal   | 158        | 1          | 12    | 0     | 8      | 1      | 178    | 2      |
| Bijgewerkt op 1 juli 2018 |                    |                |                  |            |            |       |       |        |        |        |        |